# مقاطعة الجزيرة

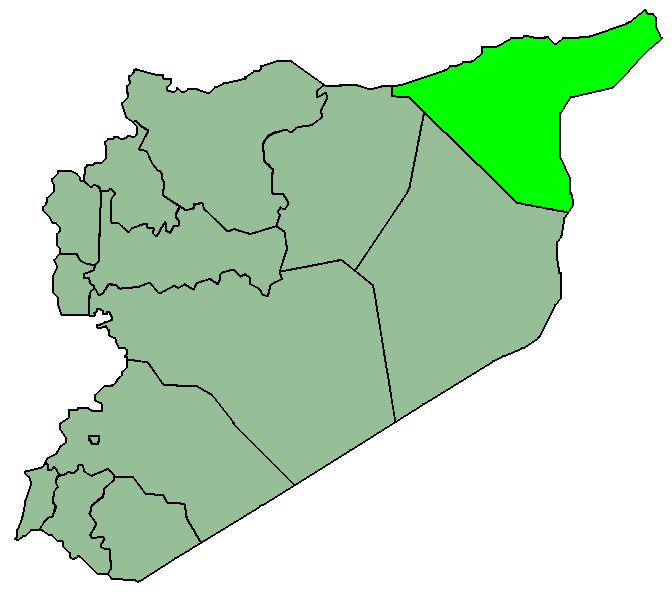

مقاطعة الجزيرة، هي منطقة إدارية تاريخية تشابه في التقسيم الإداري الحالي محافظة الحسكة. كانت مقاطعة ذات استقلال مالي وإداري استحدثت من قبل الانتداب الفرنسي على سوريا بعد صدور مراسيم التقسيم عام 1920، لتكون كيانًا ذا وضع خاص داخل دولة حلب، نظرًا لأهميتها الاقتصادية ووجود خطط خاصة بالمنطقة من قبل الانتداب الفرنسي الذي عمل على تغيير ديمغرافية المنطقة واستجلاب سكان لاجئين من مناطق شمالي سكة الحديد التي أصبحت ضمن تركيا، مثل ماردين و نصيبين و طورعابدين. استحدثت مدن جديدة مثل الحسكة والقامشلي (نصيبين الجديدة) وعامودا والدرباسية والمالكية ضمن هندسة عرقية وديمغرافية على مراحل، حيث استجلب سكان سريان آشوريون وأرمن ويهود من تركيا وطنوا في المدن المستحدثة تبعتهم موجات كثيفة من الكورد أسكنوا في القرى والمزارع المحيطة بهذه المدن. استمر «الوضع الخاص» للجزيرة حتى نهاية الانتداب الفرنسي وإعلان استقلال الدولة السورية والجمهورية السورية الأولى.